# スカラムーシュ (ミヨー)
『スカラムーシュ』（Scaramouche）作品165bは、ダリウス・ミヨーが1937年に作曲した2台のピアノのための3楽章からなる組曲。
原曲はピアノ曲だが、さまざまな編成用の編曲でも知られる。『ブラジルへの郷愁』と並んでブラジル音楽の影響を受けた第3楽章がとくに有名である。

## 作曲の経緯
スカラムーシュというのはパリにある子供向け劇場の名前である。1937年5月、モリエールの喜劇『飛び医者』をシャルル・ヴィルドラックが子供向けに改作した作品がこの劇場で上演され、ミヨーはそのための付随音楽を作曲した。この曲はサクソフォーンと管弦楽のための作品だった。
マルグリット・ロンとマルセル・メイエから同年のパリ万国博覧会で演奏するためのピアノ二重奏曲の作曲を依頼されていたミヨーは、『飛び医者』のための音楽をピアノ用に編曲して『スカラムーシュ』組曲の両端楽章とし、中間の緩徐楽章のためには1936年のジュール・シュペルヴィエルの劇『ボリバル』のために書いた音楽を流用した。
1937年7月1日、『スカラムーシュ』はメイエとイダ・ジャンケレヴィチ（ウラジーミル・ジャンケレヴィッチの姉）によってパリ万国博覧会で初演され、陽気で楽天的な音楽がすぐに好評を博したが、これはミヨーの予期しないことだった。ロンとメイエによる演奏がSPレコードに録音されたこともこの曲の名声を広めるのに役だった。1938年にはミヨー本人がメイエとともに録音している。
1940年にナチス・ドイツがパリを占領すると、ユダヤ人であるミヨーはフランスを去り、ミヨーの音楽は禁止された。しかしながら検閲を逃がれるために「ハミッド・アル・ウスリッド」(Hamid-al-Usurid、「ダリウス・ミヨー」のアナグラム)というアラビア人の作曲した『ムース・アレシャック』（Mous-Arechac、「スカラムーシュ」のアナグラム）という題の曲として1943年に演奏された。

## 曲の構成
以下の3楽章から構成される。
1. Vif（快活に）、4⁄4拍子。
2. Modéré（おだやかに）、4⁄4拍子（中間部は6⁄8拍子）。
3. Brazileira : Mouvement de Samba（ブラジルの女：サンバのリズムで）、2⁄4拍子。

第3楽章はピシンギーニャの「Ainda me recordo」およびエルネスト・ナザレーの「ブレジェイロ」との類似が指摘されている。

## 編曲
ピアノ二重奏曲に加えて、ミヨーの作品目録には5種類の編曲が掲げられている。
- 管弦楽用
- サクソフォーンと管弦楽用（作品165c）。1940年6月にラジオ・パリで初演された[3]。
- サクソフォーンとピアノ用
- クラリネットと管弦楽用（作品165d）。1941年にベニー・グッドマンによって初演された。
- クラリネットとピアノ用

ほかにヤッシャ・ハイフェッツによるヴァイオリンとピアノ用の編曲、ドン・ステュアートによるアルト・サクソフォーンまたはクラリネットと木管五重奏用の編曲など、第三者によるさまざまな編曲がある。